# Fritz Nottbrock
Fritz Nottbrock (eigentlich Friedrich Nottbrock; * 30. Juli 1910 in Mülheim; † 16. März 1997 in Köln) war ein deutscher Hürdenläufer, Sportfunktionär und Apotheker.

## Biographie
Fritz Nottbrock stammte aus einer gutbürgerlichen Familie; sein Vater führte seit 1909 die Rheingold-Apotheke in Mülheim. Er absolvierte das Jungen-Gymnasium vor Ort. Für das Sommersemester 1929 schrieb er sich als Student an der Universität zu Köln ein. Zunächst studierte er Mathematik, Physik und Chemie, später wechselte er zu Philologie und Sport. Im Wintersemester 1933/34 beendete er sein Studium. Zudem schloss er eine Ausbildung zum Sportlehrer ab und war als solcher ab etwa 1932 am Institut für Leibesübungen der Universität tätig. Nachdem sein Vater Anfang der 1930er Jahre gestorben war, nahm er ein Studium der Pharmazie an der Universität Bonn auf, das er 1936 abschloss.
Seine sportliche Laufbahn begann Nottbrock als Turner beim TV 1850 Mülheim, er spielte Hockey und nahm schon als Jugendlicher an Leichtathletikwettbewerben teil. Ab 1929 startete er für den ASV Köln, den er in diesem Jahr gemeinsam mit einem Kommilitonen begründet hatte. Von 1932 bis 1934 war er dessen Präsident. 1931 wurde er mit der Faustballmannschaft des ASV Kölner Stadtmeister. Sportlich konzentrierte er sich ab 1932 auf die  Lauf-Mittelstrecken. 1932 und 1933 wurde er Deutscher Meister im 400-Meter-Hürdenlauf. Nach seinem Meistertitel 1932 wurde er für die Olympischen Spiele in Los Angeles gemeldet. Sein dortiger Start war nur mit der finanziellen Hilfe privater Sponsoren und seiner Mutter möglich, da der Verband nicht über die Mittel verfügte und er einen Reisekostenzuschuss von 3000 Mark aufbringen musste.
Bei den Olympischen Spielen schied Nottbrock 1932 in Los Angeles trotz persönlicher Bestzeit von 53,7 s im Halbfinale aus. 1936 in Berlin erreichte er ebenfalls das Halbfinale.
1937 wurde Fritz Nottbrock Gaufachwart im Fachamt Leichtathletik im Gau XI (Mittelrhein). Dieses Amt übte er bis 1940 aus. Eine NSDAP-Mitgliedschaft von Nottbrock ist nicht belegt, wenn auch der Westdeutsche Beobachter von ihm 1933 als „SA-Mann“ berichtete. 1940 wurde er zur Wehrmacht eingezogen und als Feldapotheker eingesetzt. Im selben Jahr übernahm er die Apotheke seines Vaters in Köln-Mülheim, die zwischenzeitlich von einem Angestellten betrieben wurde. 1945 kehrte er aus sowjetischer Kriegsgefangenschaft zurück.
In den folgenden Jahrzehnten engagierte sich Nottbrock vor allem als Organisator von Wettkämpfen und Veranstaltungen. Von 1950 an organisierte er 20 Jahre lang den Kölner Apotheker-Ball. Unter seiner Leitung entstand 1952 das ASV-Sportfest, dessen Direktor er bis 1968 war. 1950 wurde er mit der DLV-Nadel in Gold ausgezeichnet, 1981 erhielt er das Bundesverdienstkreuz.
Bis ins Alter von 80 Jahren war Nottbrock in seiner Apotheke tätig. 1997 starb er im Alter von 86 Jahren. Er war verheiratet mit Friedeliese Nottbrock, geb. Rosenkranz. Seine Grabstätte befindet sich auf dem Waldfriedhof in Schildgen.

## Publikationen
- Beiträge zur Sportgeschichte der Stadt Köln. Köln 1986.
- Mit Rolf von der Laage: 60 Jahre Athletik Sport-Verein Köln e.V. – eine Chronik. Deutscher Sportverlag Stoof, Köln 1989.